# Saint-Blimont
Saint-Blimont è un comune francese di 962 abitanti situato nel dipartimento della Somme nella regione dell'Alta Francia. Prende il nome da san Blitmondo che ne è il patrono.

## Società

### Evoluzione demografica
Abitanti censiti